# Breda Ba.65
Бреда Ба.65 (итал. Breda Ba.65) — одноместный штурмовик, использовался Regia Aeronautica (ВВС Италии) во время гражданской войны в Испании и Второй мировой войны.

## Эксплуатанты
Италия
- Regia Aeronautica
- Легионерская авиация

 Испания
 Ирак
- ВВС Ирака в 1938 году поставлены 6 SM.79B и 15 Ва.65 (по другим данным 4 SM.79B и 24 (22 одноместных и 2 двухместных Ba.65))[1], позже в составе 5-й эскадрильи участвовавших в мятеже Рашида Али

 СССР
 Чили
- ВВС Чили в конце 1938 года куплены 20 машин (17 одноместных и три учебных двухместных) с двигателями Piaggio P.XI C.40 и 9 учебных Nardi FN.305.

 Португалия
- ВВС Португалии в ноябре 1939 года куплены 10 самолётов с двигателями Fiat и башнями Breda L[2].

## Тактико-технические характеристики
Приведённые ниже характеристики соответствуют модификации Breda 65 A 80:
Источник данных: Garello, 1997; «Уголок неба»

Технические характеристики
- Экипаж: 1 пилот и бортовой стрелок
- Длина: 9,889 м
- Размах крыла: 11,9 м
- Высота: 3,2 м
- Площадь крыла: 23,5 м²
- Масса пустого: 2500 кг
- Нормальная взлётная масса: 3150 кг
- Объём топливных баков: 650 л (+ 370 л бак в бомбоотсеке)
- Силовая установка: 1 × воздушного охлаждения Fiat A.80 R.C.41
- Мощность двигателей: 1 × 1000 л.с. (1 × 746 кВт)
- Воздушный винт: трёхлопастной металлический изменяемого шага
- Диаметр винта: 3,1 м

Лётные характеристики
- Максимальная скорость: 352 км/ч (у земли)
- Крейсерская скорость: 305 км/ч
- Практическая дальность: 544 км
- Продолжительность полёта: 3,25 ч (5 ч с баком в бомбоотсеке)
- Практический потолок: 6300 м

Вооружение
- Стрелково-пушечное:  
  - 2 × 12,7 мм пулемёта Breda-SAFAT по 350 п. на ствол
  - 2 × 7,7 мм пулемёта Breda-SAFAT по 500 п. на ствол
- Бомбы: 4 × 50 кг или 100 кг в бомбоотсеке